# Кибл, Кёртис
Кёртис Кибл (англ. Herbert Ben Curtis Keeble; 18 сентября 1922, Лондон, Великобритания — 6 декабря 2008) — дипломат Великобритании, имел титул эсквайра.

## Биография
Учился в колледже Квин Мэри Лондонского университета
В 1942—1947 годах служил в рядах Королевских Ирландских фузилёров.
На дипломатической службе с 1947 года.
В 1974—1976 годах посол Великобритании в ГДР.
Был первым послом Великобритании в ГДР.
В 1978—1982 годах посол Великобритании в СССР.
С 1982 года на пенсии.
В 1985—1992 годах председатель ассоциации «Великобритания — СССР», а в 1993—2000 годах — Британско-российского центра.
С 1947 года был женат на Маргарет Фрейзер.
Одна из его дочерей, Салли (en:Sally Keeble), избиралась в парламент Великобритании.
Рыцарь Великого Креста ордена Святого Михаила и Святого Георгия (1982, рыцарь-командор 1978, кавалер 1970).